# Celeus loricatus
El carpintero canelo (Celeus loricatus) es una especie de ave de a familia Picidae, que se encuentra en Colombia, Costa Rica, Ecuador, Nicaragua y Panamá.

## Hábitat
Vive en el dosel del bosque húmedo, áreas parcialmente abiertas y claros cercanos, entre el nivel del mar y los 1.500 m de altitud.

## Descripción
Mide entre 20 y 21 cm de longitud y pesa 83 g. El iris es de color ladrillo; el pico marfil verdoso, con el culmen color cuerno. Las patas son grises parduzcas. El macho tiene las mejillas, la barbilla y la garganta de color rojo carmesí, con manchas negras en el centro de la garganta; el resto de la cabeza, el cuello y la nuca son de color canela rufo, que se tornan castaño rufo acanelado sobre el resto de la región superior, la cual presenta manchas y barras cortas negras; el pecho y el vientre son de color ante escamado; el forro de las alas es rufo, las primarias y la cola presentan barras color ante y negro. La hembra tiene la cabeza canela rufo, sin rojo y la región inferior de color canela profundo y oscuro.

## Alimentación
Se alimenta de insectos, especialmente hormigas y termitas, que encuentra picoteando las ramas y los troncos.